# Stollings (Virginia Occidental)
Stollings es un lugar designado por el censo ubicado en el condado de Logan en el estado estadounidense de Virginia Occidental. En el Censo de 2010 tenía una población de 316 habitantes y una densidad poblacional de 317,73 personas por km².

## Geografía
Stollings se encuentra ubicado en las coordenadas 37°50′25″N 81°57′30″O / 37.84028, -81.95833. Según la Oficina del Censo de los Estados Unidos, Stollings tiene una superficie total de 0.99 km², de la cual 0.93 km² corresponden a tierra firme y (6.51%) 0.06 km² es agua.

## Demografía
Según el censo de 2010, había 316 personas residiendo en Stollings. La densidad de población era de 317,73 hab./km². De los 316 habitantes, Stollings estaba compuesto por el 97.47% blancos, el 1.27% eran afroamericanos, el 0% eran amerindios, el 0% eran asiáticos, el 0% eran isleños del Pacífico, el 0% eran de otras razas y el 1.27% pertenecían a dos o más razas. Del total de la población el 0.32% eran hispanos o latinos de cualquier raza.